# VERONICA VERONICO
VERONICA VERONICO（ベロニカベロニコ）は、東京都で結成されたベースレスオルタナティブバンド。

## 概要
2010年、東京にて結成。都内ライブハウスでの活動と、路上ライブを並行して行う。
2012年には絵本つきコンセプトアルバム「VERO UND NICO」をリリース。2016年、シアタープロレス東京主催の「無我伝承」では大会テーマ曲として「SIREN」が採用され、プロレスラー・服部健太の入場曲として「Centaurus（ケンタウルス）」が使用された。「シアタープロレス花鳥風月 無我伝承2」では生バンドとして登場。ドリー・ファンクJr.の入場曲「スピニング・トーホールド」、ドリーが好きな歌である「SUKIYAKI」を即興演奏した。その多元的な活動から、劇場型バンド、ドラマティック×シネマティックバンドと呼ばれる。
2016年10月8日、9日と開催された熊本地震復興支援フェス『「RISE UP AGAIN KUMAMOTO」 3M DISASTER RECOVERY』に参加。
近年は都内近郊のほか、宮城県、福島県、岩手県などの東北にも定期的にライブを行っている。

## メンバー
鍵子（きーこ）
ボーカル、作詞、漫画担当。唯一の女性メンバー。
寺本憲之
ギター、作曲、コーラス担当。主にエレキギターとアコースティックギターを使用。
樋口キヨジ
ギター担当。主にアコースティックギターを使用。リーダー。
渡邊勝
ドラムス担当。

## ディスコグラフィ

### オリジナル・アルバム
| 発売日         | タイトル      |
| -------------- | ------------- |
| 2011年3月1日   | LYCORIS       |
| 2012年12月20日 | VERO UND NICO |
| 2013年4月22日  | AMARYLLIS     |
| 2015年4月21日  | SIREN         |
| 2016年8月26日  | SKETCH        |
| 2017年12月8日  | JYANO-ME      |
| 2023年10月1日  | Trapeze       |

## ミュージック・ビデオ
| 曲名                          |
| 「KRONOS Demo(Music Video)」  |
| 「Milky Way」                 |
| 「AMARYLLIS」                 |
| 「ORION」                     |
| 「JYANO-ME 」                 |
| 「BUG」                       |
| 「Grave」                     |
| 「Lamia」                     |
| 「Signal」                    |
| 「不ANTASY」                  |
| 「DRIVE」                     |
| 「Call me」                   |
| 「ADATARA(Live Music Video)」 |

## 舞台
「第七回帰線」、「演劇×音楽プロジェクト弦楽歌劇団VERONICA」名義で楽曲を題材にした演劇を開催。
- 歌を忘れた金糸鳥（2010年）
- オクリモノ（2011年）
- ひとりぼっちのベロ（2012年）
- 銀河鉄道の夜(2013年）※使用楽曲によるCD、DVDも発売。

## 出演

### ラジオ
- 「岡田沙織のひとりじゃないよ」（2017年1月25日、渋谷クロスFM）